# YOSHIKI: UNDER THE SKY
『YOSHIKI: UNDER THE SKY』（ヨシキ: アンダーザスカイ）は、2023年に公開されたYOSHIKI監督による音楽ドキュメンタリー映画。YOSHIKI初の監督作品となる。『We Are X』の監督スティーブン・キジャックがコンサルティングプロデューサーを務めた。

## 解説
2020年、人類は新型コロナウイルスの世界的流行に遭遇していた。人から人へ強力に感染するウイルスにより、音楽家のステージは奪われた。大勢の観客がコンサート会場に来場して音楽家が演奏するということができない異常事態が続いた。いつも音楽活動の支えとなるファンのためにできることとしてYOSHIKIは世界各国のアーティストとのコラボレーションを企画した。「どんな困難も乗り越えていけるというメッセージを全世界に届けよう」とYOSHIKIは呼びかけた。このドキュメンタリー映画は、YOSHIKIに賛同した10組のアーティストとのコラボレーションの軌跡を追った。YOSHIKIによると、「僕の日常の一部を切り取ったような作品になったと思います」。それはコンサート映画ということではなく、この映画を観た後で人生観が変わるほど「凄く深い、ジェットコースターみたいなストーリーが待っています。」ということである。この映画は「みんなで助け合う」チャリティ精神がテーマの1つである。YOSHIKIは、何台も自動車を所有するような物欲の実現で心が満たされることはなく、人を救うことが心を満たし、自分の救いにもなるのであるという。彼は映画を通じてチャリティ精神が広まることを願っている。
新型コロナウイルスの流行が収束しない中で、プロジェクトは難航した。2022年2月、ロシアによるウクライナ軍事侵攻が始まった。それでもYOSHIKIは、どんな困難も乗り越えていこう、音楽の力で前に向かって生きていこうという思いでプロジェクトを続行して2023年の公開に踏み切った。
映画のタイトル『YOSHIKI: UNDER THE SKY』とは地上で生きている自分たちのことである。1998年に死去したX JAPANのギタリストhideや2011年に死去したX JAPANのベーシストTAIJIの、天に召された彼らの遺志を全世界に届けることが使命であるとYOSHIKIは映画で語っている。

## 演奏曲
世界中誰であってもつながっている空の下、YOSHIKIと各国アーティストのコラボレーションが演奏された。
※コラボレーションのための編曲、プロデュースは全てYOSHIKIによる。(以下は順不同)
- ザ・チェインスモーカーズ／「Closer」
作詞・作曲: アンドリュー・タガート、アシュリー・フランジパーネ、ショーン・フランク、フレデリック・ケネット、アイザック・スレイド、ジョー・キング
- セイント・ヴィンセント／「New York」
作詞・作曲: アニー・クラーク、ジャック・アントノフ
- サラ・ブライトマン／「Miracle」
作詞・作曲: YOSHIKI
- スコーピオンズ／「Wind Of Change」 (Ukraine version)
作詞・作曲: クラウス・マイネ
- HYDE／「Red Swan」 (feat. SUGIZO on guitar)
作詞・作曲: YOSHIKI
- SUGIZO (on violin)／「La Venus」
作詞・作曲: YOSHIKI
- SixTONES／「Imitation Rain」
作詞・作曲: YOSHIKI
- ジェーン・チャン／「Hero」
作詞・作曲: YOSHIKI
- リンジー・スターリング (on violin)／「Forever Love」
作詞・作曲: YOSHIKI
- ニコール・シャージンガー／「I'll Be Your Love」
作詞・作曲: YOSHIKI
- YOSHIKI／「ENDLESS RAIN」 (世界中の人々による合唱)
作詞・作曲: YOSHIKI

ザ・チェインスモーカーズの「Closer」は、新型コロナ流行の数年前に華々しい記録を樹立した全世界的ヒットの恋愛ソング。曲の後半でYOSHIKIはピアノからドラムに切り替え、アレックス・ポールはキーボードから電子ドラムに切り替え、マット・マグワイアのドラム演奏にYOSHIKIとアレックス・ポールが加わり3人のドラム演奏となる。
スコーピオンズの「Wind Of Change」は、東西冷戦終結の讃歌であり、史上最大級のセールスを記録したシングル盤として知られている。シングル盤リリース当時の1991年、ソ連で発生した軍事的クーデターに対する民衆らによる抵抗の勝利後に世界中でヒットした。スコーピオンズはロシアのウクライナ軍事侵攻により、歌詞を侵略への抵抗のメッセージに差し替えて演奏し始めた。YOSHIKIとのコラボレーションは初めてとなる差し替え版による演奏である。
クライマックスの「ENDLESS RAIN」について、YOSHIKIは「この楽曲は僕が最初に作ったバラード曲です。悲しみや憎しみを全部洗い流してくれという歌詞の通り、いまの世の中の状況に当てはまるのではないかと選びました。曲の中で“心の傷に”と言っていますが、それを皆さんの愛の連鎖、愛の雨で満たしてほしい。そう思ってファンの皆様にSNSで募り、集まった数千の歌声を編集させていただきました。」と語っている。

## 栄誉・受賞
- YOSHIKIの影響力や功績が讃えられ[10]、2023年9月14日にハリウッドのTCL・チャイニーズ・シアターでYOSHIKIの手型・足型を刻むセレモニーが行われた[注釈 1]。これはアジア人アーティストとして初、日本人として初の栄誉である[11]。東京六本木ヒルズ（9月5日）、ニューヨーク（9月7日）、ロンドン（9月11日）におけるプレミア上映に続き、同日9月14日の夜、チャイニーズ・シアターでロサンゼルスにおけるプレミア上映が行われた。2024年1月9日、チャイニーズ・シアターで手型・足型を披露するセレモニーが行われた。存命の本人が出席して行われることは100年の歴史の中で異例であった[12]。

- YOSHIKIはミュージシャンとして、またウクライナ難民支援や災害救援等のフィランソロピストとして[13]、ジャパン・ソサエティーの最も権威ある「Award of Honor」を受賞した[14]。2023年10月29日にX JAPANのベーシストHEATHが死去したことによりYOSHIKIは日本へ緊急帰国し、2023年11月1日にサンフランシスコで予定していた授賞式は不参加[15]。

- 2023年11月14日にロサンゼルスで開催された第1回「StarS Asian International Film Festival」にアーティスト・映画監督として招待されたYOSHIKIは「icon award」を受賞し、アンソニー・マッカーテンからトロフィーを授かった[16]。YOSHIKIは「Forever Love」とクイーンの「ボヘミアン・ラプソディ」をピアノで演奏し、ドラムの即興演奏も披露した[16]。

- この映画は2024年第96回アカデミー賞ドキュメンタリー長編映画部門の選考対象作品となった[17]。